# Fast Racing League
Fast Racing League ist ein Rennspiel, welches im Mai 2011 für die Wii erschien.

## Spielprinzip
Im Jahr 2112 wird die „FAST Racing League“ ausgetragen. Der Spieler muss möglichst viele Rennen gewinnen, um neue Ligen, Strecken und Fahrzeuge freizuschalten.
Ein elementarer Bestandteil des Spiels ist das Einsammeln von schwarzen oder weißen Kugeln sowie der Phasenwechsel; mittels Tastendruck wechselt die Farbe des Raumgleiters in schwarz oder weiß, um entsprechend gefärbte Felder auf der Strecke nutzen zu können. Diese Felder bringen für kurze Zeit einen enormen Geschwindigkeitsschub oder ziehen das Fahrzeug an die Wände an, so dass man z. B. kopfüber fahren muss. Bei Sprüngen ist darauf zu achten, dass man nicht die Strecke verfehlt.
Im Mehrspieler-Modus können bis zu vier Spieler gegeneinander antreten.

## Rezeption
Das Spiel erhielt eine durchgehend sehr positive Kritik. Der Umfang sei für ein WiiWare-Spiel beeindruckend, ebenso wurde die Grafik in den Wertungen sehr positiv hervorgehoben. MAN!AC beschreibt den Titel als eine Mischung von F-Zero und Wipeout.

## Nachfolger

### FAST Racing Neo
Der Nachfolger für die Wii U erschien am 10. Dezember 2015 als Download im Nintendo eShop.